# 安大略427號省道
安大略427號省道（英語：Ontario Highway 427），正式名稱為國王427號公路（King's Highway 427），是加拿大安大略省一條南北向400系列高速公路，南端在多倫多與伊利沙伯皇后道（QEW）和嘉甸拿高速公路交匯，北端則在約克區旺市與約克區25號區道（麥健時少校徑）交匯。介乎QEW和401號公路之間的一段427號公路平均每天汽車流量為30萬架次，當中介乎般咸圖道（Burnhamthorpe Road）和華富賓道（Rathburn Road）的路段平均每天汽車流量更達353,100架次，為安大略省第二繁忙的高速公路，也是北美第三繁忙的高速公路。另外，此公路也是通往多倫多皮爾遜國際機場的要道之一。

## 走線

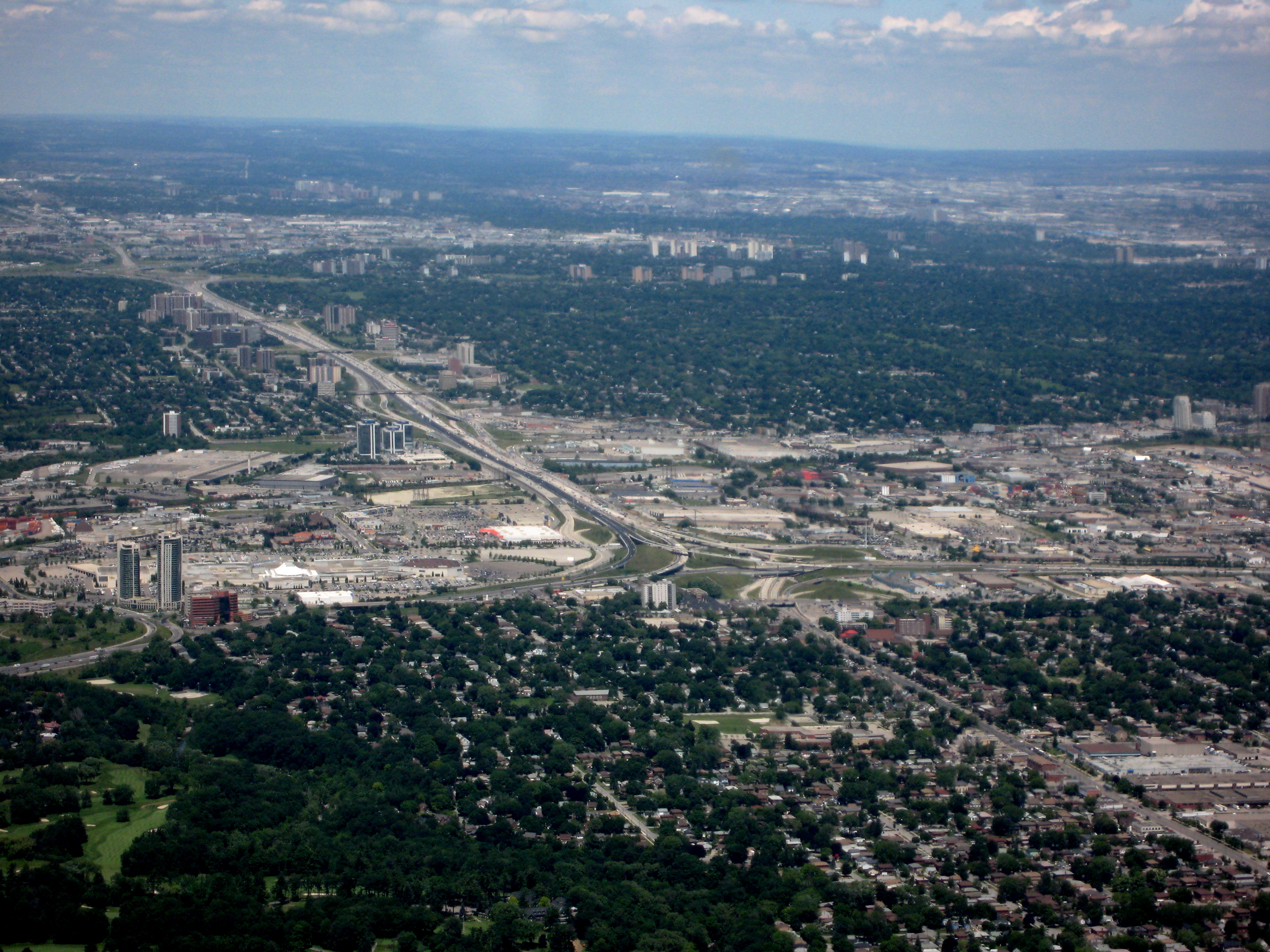
427號公路在其南端與伊利沙伯皇后道和嘉甸拿高速公路交匯

427號公路的南端位於多倫多市怡陶碧谷區南部：屬普通街道資格的布朗斯線（Brown's Line）在庫爾斯閣（Coules Court）以北成為分隔行車的427號公路，並逐漸擴濶以及從底部穿越伊雲斯路（Evans Avenue）。公路隨即抵達其首座大型交匯處：北行線可通往伊文斯大道和嘉甸拿高速公路東行方向；南行線除上述道路外還可通往女皇道（The Queensway）和伊利沙伯皇后道（QEW）的西行方向。連接布朗斯線的行車線在交匯處以北成為427號公路的短途線，而連接QEW和嘉甸拿高速公路的行車線則成為427號公路的長途線，兩者以護欄分隔。
公路跨越加拿大太平洋鐵路的路軌後與登打士街交匯，在此以北的一段公路則在長途線和短途線之間設有交流道，以便駕駛人士從一組行車線通往另一組行車線。公路之後從底部穿越布魯亞西街（Bloor Street West）卻並不與其交匯，在此以北則設匝道來往與布魯亞西街平行的小型街道。公路與般咸圖道的交匯處設有交流道供所有車流方向來回兩條道路之間，但在此以北的拉斯本道交匯處則只供427號公路北行線通往拉斯本道，以及從華富賓道通往公路南行線，其餘兩個方向車流不能在此交匯。
在此以北的一段公路再在長途線和短途線之間設有交流道，供北行短途線車流通往北行長途線、以及供南行長途線車流通往南行短途線。公路之後抵達一座佔地1.56平方（0.60平方英里）的大型交匯處：427號公路短途線在此以北成為27號公路的來回行車線，長途線則與401號公路交匯，在交匯處以北往西移約1（0.62英里）。此交匯處不設交流道連接427號公路南行線往401號公路東行線，或401號公路西行線往427號公路北行線；駕駛人士需取道409號公路。
427號公路之後從東面繞過皮爾遜機場的24R和24L跑道並跨越機場道（Airport Road）和狄臣道（Dixon Road），成為兩者之間的分界線。此處設有交流道供427號公路北行線通往機場道/狄臣道和皮爾遜機場，以及供來自機場道/迪臣道和皮爾遜機場的車流通往427號公路南行線。公路在此以北則縮窄至來回八線行車，與409號公路交匯後再縮窄至來回六線行車。
公路跨越GO通勤鐵路喬治鎮線軌道後從西面掠過活湃馬場（Woodbine Racetrack），並與力士杜道（Rexdale Boulevard）/德里道（Derry Road）交匯，從底部穿越晨星徑（Morning Star Drive）後抵達與芬治路的交匯處；介乎機場道/狄臣道和芬治路之間的一段427號公路構成多倫多市和皮爾區密西沙加市的界線。公路與芬治大道交匯後稍往北拐，跨越士刁士路後進入約克區旺市並與407號公路交匯，之後往北伸延並先後與約克區7號區道、朗斯達夫道（Langstaff Road）和律德福道（Rutherford Road）交匯，最終以一座喇叭型交匯處與麥健時少校徑（Major MacKenzie Drive）交接並告終。

## 歷史

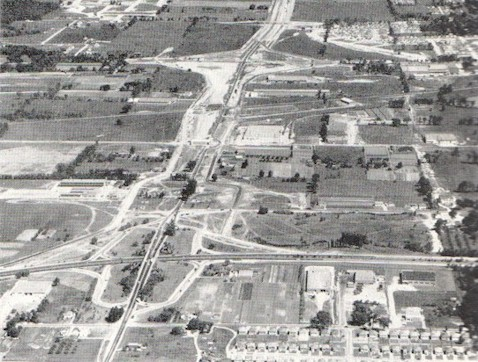
27號公路於1950年代初擴建至來回四線分隔行車

### QEW至401號公路
現有427號公路介乎QEW和401號公路之間的路段本為27號公路的一部分。隨著該段道路逐步升格為分隔行車高速公路，省府亦於1972年將之改編為427號公路。
27號公路本為一條來回雙線行車道路，南起多倫多市湖濱大道（Lake Shore Boulevard），北至巴里。隨著多倫多市區逐漸對外伸延，安省公路廳亦開始計劃興建一條繞過多倫多市區的公路。這條“多倫多繞道”（Toronto Bypass）大致呈東西走向貫穿怡陶碧谷、北約克和士嘉堡（後來編號為401號公路），在怡陶碧谷則改經27號公路的走線，往南直達QEW。省府於1949年動工興建多倫多繞道，並從1953年起擴濶27號公路至來回四線行車。27號公路升級工程還包括兩座大型交匯處：27號和401號公路交匯處採環狀設計（stack），而27號公路和QEW的交匯處則採苜蓿葉型設計（cloverleaf）。後者的環形引道之間容易形成交織路段，令該交匯處通車十年後便已成為全省最擁擠的樽頸位之一。多倫多繞道途經27號和401號公路的四線分隔行車路段於1955年末全線開通；當局其後將401號公路往西伸延，但401號公路以北的27號公路路段則維持雙線非分隔行車。

### 機場高速公路（1964年-1971年）
為了配合多倫多國際機場於1960年代初進行的擴建工程，公路廳在機場東面興建一條四線高速公路，南起401號公路和聯福徑（Renforth Drive），北至機場道/迪臣道。此道路取名“多倫多機場高速公路”（Toronto Airport Expressway），於1964年1月3日通車。

### 長短途行車線分流
公路廳於1963年宣佈擴濶401號公路，並仿效芝加哥的丹賴仁高速公路（Dan Ryan Expressway），在401號公路設立長短途行車線分流系統。當局其後亦研究將該設計應用於27號公路介乎QEW和401號公路之間的路段，以及QEW介乎27號公路和皇家約克道（Royal York Road）之間的路段，並於1966年10月13日向怡陶碧谷議會展示計劃；設計工序則於1967年5月完成。
工程於1968年9月展開，當中包括改建27號公路與QEW及401號公路的交匯處。QEW交匯處佔地48.5公頃（120英畝），包括19座新建橋樑，新建路段長度相當於42（26英里）長的雙程道路；401號公路交匯處則佔地156公頃（385英畝），包括28座新建橋樑，新建路段長度相當於46.6 km（29 mi）長的雙程道路，成為加拿大規模最大的交匯處。前者於1969年11月14日開通；後者分開數階段興建，當中數條引道於1971年11月率先開通，而整個交匯處則於同年12月4日全面開通。27號公路介乎QEW和401號公路之間的路段亦隨之改編為427號公路。此外，機場高速公路的走線亦全面改建並成為427號公路的一部份；427號公路自此以機場道/狄臣道為北端終點，在此匯入印第安線（Indian Line）。

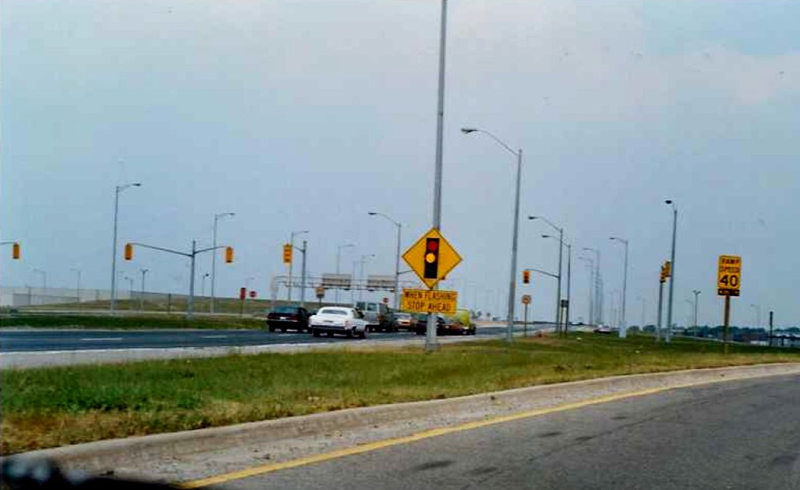
427號公路南行車流過去需在此燈口等候左轉入409號公路東行線；此燈口在1992年由一條行車天橋取代

### 401號公路以北延伸（1976年-1994年）
當局最終決定沿用印第安線的走線，將427號公路往北伸延至擬建的407號公路。機場道/迪臣道以北的一段新建路段於1976年動工，與409號公路工程同步進行，並包括建造409號和427號公路之間的交匯處。此段工程於1980年初完成，而往北伸延至力士杜道的路段則於同年末開通。介乎力士杜道和阿比安道（Albion Road）的路段則於1982年動工；這期工程包括將芬治路從27號公路往西伸延至賓頓市東南角與士刁士路交接，並於1984年末完成。
當局進行407號公路的前期工程時，亦將427號公路往北伸延至約克區旺市與7號公路交匯，並從1988年起興建兩條公路之間的交匯處；此延線於1991年末通車。
各期工程完結後，427號公路僅餘兩個交通燈平交路口：一個位於晨星徑；另一個則位於409號公路，供427號公路南行車流左轉入409號公路東行線。當局於1990年代初改建這兩個燈口，先於1992年完成427號公路南行線通往409號公路東行線的行車天橋，再於1994年完成晨星徑跨越427號公路的行車天橋（在此不設交匯處），427號公路自此正式成為全線與其他道路立體交匯的高速公路。

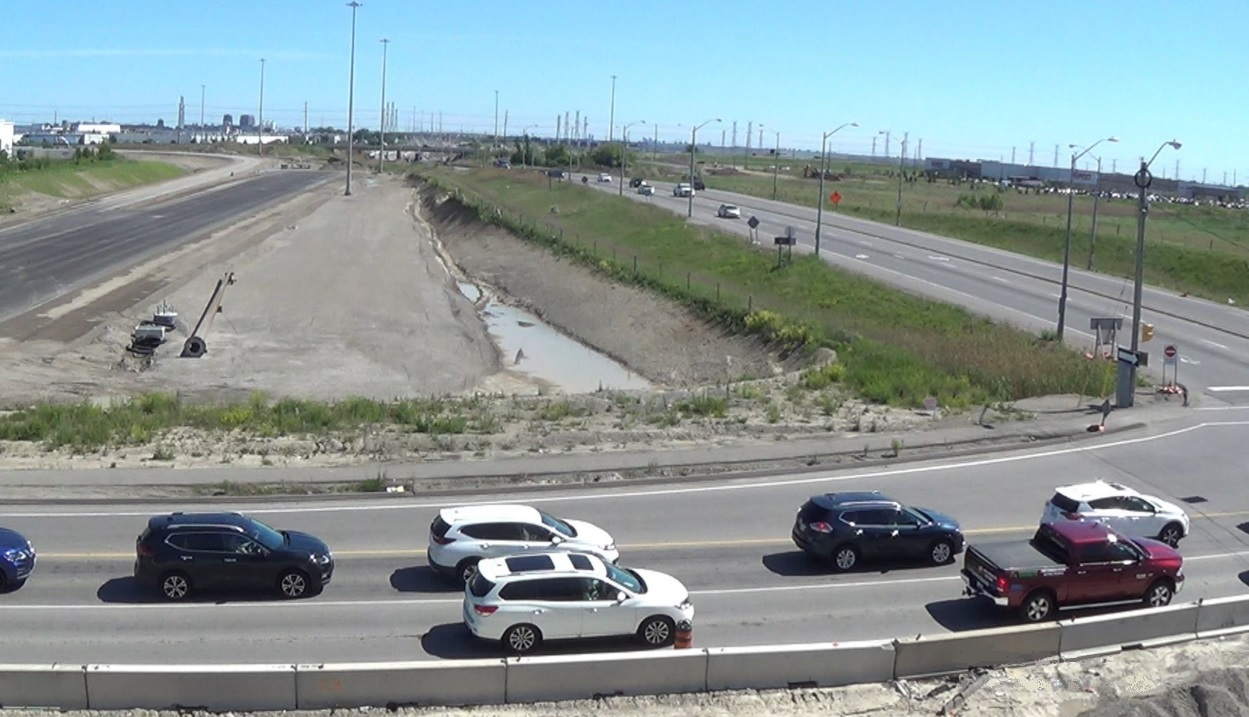
從申威大道天橋南望427號公路延伸工程，圖右為約克99號區道（攝於2020年6月）

### 21世紀
為了舒緩427號與7號公路交匯處一帶的車流，以及改善通往加拿大太平洋鐵路編組場的交通，省府於21世紀初提出將427號公路往北伸延至麥健時少校徑，並於2008年展開項目環境評估。約克區政府於2008年秋季率先開通一條臨時性的北延路段，以申威道（Zenway Boulevard）為終點，並將之編號為99號區道。項目環評報告於2010年公佈，而省府則於2016年3月正式落實延線工程，同時宣佈擴闊介乎阿比安道和約克7號區道之間長4（2.5英里）的427號公路，並於介乎409號公路和律德福道之間的一段427號公路增設共乘車輛及收費車道（High-occupancy toll lane），共乘車輛可免費使用，非共乘車輛則需付費使用。工程於2017年展開，原定於2021年初完成。然而，省府與項目承判商陷入法律糾紛，延線項目開通日期遂告押後，待雙方和解後才於2021年9月18日開通。項目耗資6億1600萬元興建，而約克99號區道則於2020年8月8日因應延線工程而被移除。
另一方面，省府亦從2015年起擴闊介乎法斯勤道（Fasken Road）和士刁士路之間的一段427號公路，達至來回各有四線行車的局面，當中各方向一條行車線設為共乘車輛專道。項目亦包括更新沿線照明系統和增設中央分隔防撞欄以取代草坪，2021年完成。

## 未來發展
省府正倡議興建達致400系列公路資格的大多倫多西部走廊，東端在旺市與400號公路交匯，西端則在荷頓區和皮爾區界線與401號和407號公路交接。項目其中一環為進一步延伸427號公路，將之從麥健時少校徑北延至納殊威老道（Nashville Road）以北，並在此與大多倫多西部走廊交匯。項目環評正在進行，尚未落實興建。

## 出口列表
下列為427號公路沿綫的出入口，排序從南至北。
| 地方行政區           | 城鎮                | 公里 | 出口編號 | 目的地                                                                    | 附註 |
| -------------------- | ------------------- | ---- | -------- | ------------------------------------------------------------------------- | --- |
| 往南駁上布朗斯線（Brown's Line） |                     |      |          |                                                                           | |
| 多倫多               | 多倫多              | 0.0  | –        | 庫爾斯圍 /                                                                | 南端終點 |
| 多倫多               | 多倫多              | 0.3  | –        | 伊雲斯大道 /                                                              | 北行入口不能通往嘉甸拿高速公路 |
| 多倫多               | 多倫多              | 0.6  | –        | 伊利沙伯皇后道 – 哈密爾頓、尼亞加拉瀑布城 · 嘉甸拿高速公路 – 多倫多市中心 | 南行出口及北行入口；其他方向車流需取道伊文斯大道                                                                                            |
| 多倫多               | 多倫多              |      | –        | 賞威園道 / 女皇道 /                                                       | 北行方向不設出口；南行入口沒有支路通往QEW                                                                                                   |
| 多倫多               | 多倫多              | 2.3  | –        | 登打士街 /                                                                | 前安大略5號省道；南行入口沒有支路通往QEW |
| 多倫多               | 多倫多              |      | –        | 吉布斯道 /                                                                | 只設北行入口 |
| 多倫多               | 多倫多              |      | 4        | 華哈拉道 /                                                                | 只設北行出口 |
| 多倫多               | 多倫多              |      | –        | 伊華道 /                                                                  | 南行出口及入口 |
| 多倫多               | 多倫多              | 4.2  | –        | 般咸圖道 /                                                                | |
| 多倫多               | 多倫多              |      | –        | 荷禮狄徑 /                                                                | 只設南行出口 |
| 多倫多               | 多倫多              | 5.2  | –        | 華富賓道 /                                                                | 北行出口及南行入口 |
| 多倫多               | 多倫多              |      | –        | 愛蓮門徑 /                                                                | 南行入口；南行出口需取道27號公路或艾靈頓大道                                                                                                |
| 多倫多               | 多倫多              | 7.8  | –        | 艾靈頓路 /                                                                | 北行入口不能通往401號公路東行線 |
| 多倫多               | 多倫多              | 7.8  | –        | 27號省道                                                                  | 北行出口及南行入口 |
| 多倫多               | 多倫多              | 7.8  | –        | 401號省道                                                                 | |
| 多倫多/皮爾區界線    | 多倫多/密西沙加界線 | 10.3 | –        | 狄臣道 / 機場道 / 多倫多皮爾遜國際機場                                    | 北行出口及南行入口 |
| 多倫多/皮爾區界線    | 多倫多/密西沙加界線 |      | –        | 法斯勤道 /                                                                | 只設北行出口 |
| 多倫多/皮爾區界線    | 多倫多/密西沙加界線 | 11.6 | 13       | 409號省道                                                                 | 不設交流道連接427號公路北行線往409號公路西行線； 從427號公路南行線往401號公路東行線，或401號公路西行線往427號公路北行線的車流需取道此交匯處 |
| 多倫多/皮爾區界線    | 多倫多/密西沙加界線 | 14.2 | 15       | 皮爾5號區道 （德里道 / ） · 力士杜道 /                                    | |
| 多倫多/皮爾區界線    | 多倫多/密西沙加界線 | 16.0 | 17       | 芬治西路 /                                                                | |
| 約克區               | 旺市                | 18.3 | 19       | 407號省道                                                                 | |
| 約克區               | 旺市                | 19.9 | 21       | 約克7號區道 （7號公路 / ）– 賓頓、旺市                                    | |
| 約克區               | 旺市                |      | 23       | 約克72號區道 （朗斯達夫道 / ）                                            | |
| 約克區               | 旺市                |      | 25       | 約克73號區道 （律德福道 / ）                                              | |
| 約克區               | 旺市                |      | –        | 約克25號區道 （麥健時少校徑 / ）                                          | |

## 外部連結
- 427號公路走線（谷歌地圖） （页面存档备份，存于）